# 烏尼雷亞鄉 (布勒伊拉縣)
45°06′N 27°46′E / 45.100°N 27.767°E
烏尼雷亞鄉（羅馬尼亞語：Comuna Unirea, Brăila），是羅馬尼亞的鄉份，位於該國東南部，由布勒伊拉縣負責管轄，面積63平方公里，海拔高度10米，2007年人口2,591，人口密度每平方公里41人。